# Брахиты
Брахиты (лат. Brachyta) — род жуков из подсемейства усачики семейства жуков-усачей.

## Описание
Тело короткое, менее чем в три раза длиннее своей ширины. Усики по длине достигают середины надкрылий. Переднеспинка уже надкрылийс отчётливыми боковыми бугорками, её задние углы округлены. Вершины задних бёдер расшрены.

## Образ жизни
Имаго встречаются на цветках. Личинки питаются корнями травянистых растений.

## Классификация
Наиболее близким является род Pachyta. Данилевский разделил род на три подрода Fasciobrachyta, Variobracliyta и Brachyta.
- Подрод Fasciobrachyta Danilevsky, 2014
  - Brachyta balcanica (Hampe, 1871)
  - Brachyta bifasciata (Olivier, 1792)
  - Brachyta caucasica Rost, 1892
  - Brachyta delagrangei Pic, 1891
- Подрод Variobracliyta Danilevsky, 2014
  - Brachyta borni (Ganglbauer, 1903)[5]
  - Brachyta rosti Pic, 1900
  - Brachyta variabilis (Gebler, 1817)

- Подрод Brachyta Fairmaire, 1864
  - Brachyta amurensis (Kraatz, 1879)
  - Brachyta breiti (Tippmann, 1946)[5]
  - Brachyta danilevskyi Tshernyshev & Dubatolov, 2005
  - Brachyta interrogationis (Linnaeus, 1758)typus
  - Brachyta punctata (Faldermann, 1833)
  - Brachyta sachalinensis Matsumura, 1911

## Распространение
Представители рода встречаются в Палеарктике.